# Annoyance and Disappointment
«Annoyance and Disappointment» (укр. Досада та розчарування) — другий сольний студійний альбом польського співака Давида Подсядла. Видання вийшло 6 листопада 2015 року на лейблі Sony Music Entertainment Poland. З музичної точки зору альбом поєднує в собі переважно рок, поп та інді-фолк. Для обкладинки альбому було обрано оригінальний фрагмент картини шведського художника Юліуса Кронберґа — «Давид і Саул» 1885 року. Альбом дебютував на 1-му місці польського хіт-параду OLiS і досяг статусу діамантового диска.
Промоція Annoyance and Disappointment розпочалася у вересні 2015 року, разом із прем'єрою першого промоційного синглу – «W dobrą stronę». Композиція посіла, серед іншого, 1-ше місце в чарті AirPlay – Top та 4-те місце в чарті AirPlay – Nowości. 7 березня 2016 року був випущений другий сингл, «Forest». Третьою піснею, що просувала реліз, стала «Pastempomat». На початку жовтня 2016 року на радіо Trójka відбулася прем'єра синглу «Tapety» – анонсу розширеної версії видання (під назвою «Annoyance and Disappointment 2.0»), яке вийшло 21 жовтня 2016 року. Тим часом (18 листопада) альбом був випущений на вініловій платівці — спочатку він був доступний на CD та в цифровій дистрибуції. П'ятим і останнім синглом, що просував альбом, стала пісня «Where Did Your Love Go?», випущена для радіопромоції на початку грудня 2016 року. Дводискове перевидання альбому під назвою Annoyance and Disappointment 2.0 зі зміненою обкладинкою вийшло у 2016 році, його просував сингл «Tapety».

## Пісні
Автор музики і слів — Давид Подсядло. 
| #   | Назва                     | Тривалість |
| --- | ------------------------- | ---------- |
| 1.  | «Sunlight (Intro)»        | 1:58       |
| 2.  | «Forest»                  | 3:38       |
| 3.  | «Block»                   | 4:02       |
| 4.  | «Pastempomat»             | 3:02       |
| 5.  | «Byrd»                    | 3:51       |
| 6.  | «Cashew/161644»           | 3:59       |
| 7.  | «W dobrą stronę»          | 3:34       |
| 8.  | «Bela»                    | 4:16       |
| 9.  | «Eight»                   | 2:35       |
| 10. | «Son of Analog»           | 6:25       |
| 11. | «Where Did Your Love Go?» | 4:02       |
| 12. | «Focus»                   | 3:26       |
| 13. | «Four Sticks»             | 7:40       |

## Нагороди
| Рік  | Конкурс                            | Категорія                           | Результат |
| ---- | ---------------------------------- | ----------------------------------- | --------- |
| 2015 | Підсумок порталу BrandNewAnthem.pl | Найкращі польські альбоми 2015 року | 10 місце  |